# Đặng Thế Khoa
Đặng Thế Khoa (1593-1656) là quan nhà Lê trung hưng trong lịch sử Việt Nam.

## Thân thế
Đặng Thế Khoa người làng Lương Xá, huyện Chương Mỹ, Hà Nội. Ông là con Nghĩa quốc công Đặng Tiến Vinh.

## Sự nghiệp
Thời trẻ Đặng Thế Khoa có tài văn học, được chúa Trịnh Tráng để ý. Vì cha ông thuộc dòng dõi nhà võ nên ông được xếp vào hàng võ tướng. Đến niên hiệu Đức Long (1629-1635) thời Lê Thần Tông, ông được phong tước Liêm quận công.
Năm 1644, ông đi trấn thủ Sơn Tây và Sơn Nam. Năm 1645, ông đi đánh quân Mạc ở Thái Nguyên, được phong làm Tả đô đốc.
Sang năm 1647, ông đổi sang làm Tả thị lang bộ Hộ, Bồi tụng. Nhiều người giữ chức trong Phủ liêu của chúa Trịnh bị kiện vì ăn hối lộ đều bị giáng chức, riêng ông không dính dáng gì, được chúa Trịnh Tráng khen ngợi, thăng làm Thượng thư bộ Binh, vào phủ chúa làm Tham tụng cùng với Nguyễn Nghi, Dương Trí Trạch.
Đặng Thế Khoa cầm quyền trong 4 năm, giữ phép công bằng, không thiên vị cho người nào.
Tháng 2 năm 1656, ông mất, thọ 64 tuổi, được truy tặng là Thiếu phó, gia phong làm phúc thần.

## Nhận định
Sử gia Phan Huy Chú nhận định về ông như sau:
Ông là con nhà huân phiệt, học thức rộng rãi, giữ mình trong sạch và kiệm ước. Bấy giờ ai cũng khen

## Gia đình
Chính thất phu nhân của Trịnh Thế Khoa là quận chúa Trịnh Thị Ngọc Trân, sinh năm Ất Mão (1615), là con gái thứ 3 của Trịnh Tráng, em gái cùng mẹ của Phó tướng Khê Quận công Trịnh Trượng, được phong tặng Đoan Trang Công chúa. Vì mà không có con trai nên phủ chúa Trịnh đã chọn Thọ Lộc hầu Đặng Thế Trình làm con thừa tự của bà.
Trước khi cưới quận chúa thì Đặng Thế Khoa từng có 2 người vợ. Nguyên phối phu nhân là Tạ Thị Phái không có con, ông cưới em gái bà là Tạ Thị Dưỡng. Bà Dưỡng sinh được 1 người con trai là Thụy Lộc hầu Đặng Thế Xưng. Về sau Đặng Thế Xưng cưới quận chúa Trịnh Thị Ngọc Bính – con gái thứ 2 của Sùng Nghĩa vương Trịnh Kiều – và sinh được 5 con trai, 4 con gái.
Ngoài ra, ông còn có một thiếp thất họ Chu, người xã Chúc Lý, sinh được 1 trai 1 gái, con trai là Phương Lộc hầu Đặng Tiến Thu, con gái là Đặng Thị Ngọc Huân, gả cho cấp sự trung Nguyễn Danh Chấn.